# Réseau intégré des transmissions automatiques
RITA (Réseau intégré des transmissions automatiques) est un système de transmissions maillées tactiques. 

## Historique
Les premières solutions techniques ont été prototypées dès 1960 par le Laboratoire Central des Télécommunications (LCT), cette étude est conduite sous la direction du général Jacques Deygout. Les premières maquettes sont fonctionnelles en 1967. En 1969, les propositions du général Deygout sont acceptées, ouvrant le champ à la réalisation du RITA. Développé et industrialisé par CIT Alcatel  durant les années 1970, les premiers appareils seront mis en service en 1983 dans les armées française et belge. L'armée américaine s'intéresse rapidement à ce système et entre en négociation avec Alcatel dès ce moment. L'ensemble de ce système, au coût global duquel la Belgique participe à raison d'un huitième de la dépense, est évalué en 1976 à environ 2 960 millions de francs français. 
À la suite des réorganisations industrielles liées aux nationalisations de 1982, Thomson récupère le système RITA et en assure depuis le développement industriel et commercial. Dans les années 2000, le Réseau Intégré de Transmissions Automatiques 2e Génération (RITA 2G), également appelé « réseau tactique de zone » est en fonction.

## Technique
La particularité de sa version valorisée réside dans sa capacité de transmissions chiffrées : d'images, de sons ou d'écrits selon un système d'évasion de fréquences. La fréquence d'émission est modifiée selon des paramètres eux aussi chiffrés.
Le système RITA doit assurer les communications d'un corps d'armée, déployé sur le terrain, c'est-à-dire couvrir une zone de 12 000 kilomètres carrés environ, et satisfaire les besoins en transmissions téléphoniques, télégraphiques et numériques de trois mille abonnés, fixes ou mobiles, dont une centaine de postes de commandements principaux, importants ou secondaires. Le réseau est automatique et constitué d'autocommutateurs électroniques implantés sur des hauts points du territoire, reliés par des faisceaux hertziens. L'information est numérisée, grâce à une conversion analogique digitale qui se prête aux procédés de chiffrement intégral de grande sécurité.
Le système équipe aussi bien les transmissions entre ordinateurs de théâtre d’opérations que les émetteurs-récepteurs radio de combat.
Une des forces du système est la possibilité que des centraux téléphoniques soient détruits sur le champ de bataille sans que cela n'affecte les conversations en cours. De la même façon, chaque poste émetteur recherche en permanence le meilleur chemin de transit de la connexion en fonction de l'état du réseau -supposé être soumis à de nombreuses variations- dans un environnement de combat. 
Le 1er juillet 1974, le 18e régiment d'instruction de transmissions crée un détachement expérimental du Réseau intégré des transmissions automatiques.
Les régiments de transmissions du 1er  Corps d'Armée de l'armée de terre française, de la 6e région militaire équipée de ce système, en 1987, étaient les 18e Régiment de Transmissions d'Épinal, 54e Régiment de Transmissions de Nancy et 57e Régiment de Transmissions de Mulhouse, ainsi que les 42e RT et 53e RT (2e corps d'armée, FFA) respectivement stationnés à Rastatt et à Freiburg im Breisgau (Allemagne). Les 51e régiment de transmissions et 58e RT basés à Compiègne (Oise) et Laon (Aisne) étaient également équipés de ce système.
Ce système a été vendu en partie à l'armée américaine le 5 novembre 1985 pour le Single Channel Ground and Airborne Radio System SINCGARS (en). La part française du contrat est évaluée à un milliard de dollars américains.
En Belgique  dans  les années 1980   l Armée  acquiert  le systeme RITA. Ce système  révolutionna   le mode  de communication  dite hierarchisé. Grâce  au RITA  la transmission des  messages devient plus rapide sans passer  par des relais   
donc délais de transmissions très raccourcis